# 서학취
서학취(徐學聚, 생몰년 미상)는 명나라의 관원이다. 자는 경여(敬輿), 호는 석루(石樓)이다. 절강성(浙江省) 금화부(金華府)난계현(蘭谿縣)(오늘날 저장성 진화시 란시시) 출신이다. 만력 11년(1583년) 진사에 합격하였고 복건순무(福建巡撫) 등을 역임하였다.

## 생애
만력 11년(1583년) 계미과(癸未科) 진사에 합격하여 부량지현(浮梁知縣)을 제수받았다. 산동제학부사(山東提學副使), 하남안찰사(河南按察使), 우첨도어사(右僉都御史), 복건좌포정사(福建左布政使), 복건순무(福建巡撫) 등을 역임하였다.

## 복건순무 시절

### 필리핀 중국인 학살 사건 처리
만력31년(1603), 필리핀을 지배하고 있던 스페인 식민정부가 중국인들을 학살하는 사건이 발생(대륜산참안大侖山慘案)하였다. 복건순무 서학취는 ‘보취회여송수상소(報取回呂宋囚商疏)’를 작성하여 황제와 조정을 안심시키고 스페인인들에게 경고를 보였다.

### 네덜란드인과의 팽호 담판
1602년, 중국과 무역을 꾀한 네덜란드동인도회사(VOC)는 비브란트 반 바르비크(Wybrand van Warwijk, 중국명 위마랑韋麻郎) 등을 중국으로 파견하였다. 반 바르비크 일행은 이금(李錦), 반수(潘秀), 곽진(郭震) 등 중국상인과 결탁하고 팽호(澎湖)를 점거하였다. 반 바르비크는 반수를 통해서 복건성 장주부(漳州府) 동지(同知, 성省의 바로 아래 행정 단위인 부府의 행정장관인 지부知府 다음 가는 행정장관, 부시장격) 도공성(陶拱聖)에게 통상 허가를 요청하였다. 반수는 이를 중국식 어법에 맞게 ‘홍모紅毛’(즉 네덜란드)의 조공 요구라는 형태로 알렸다. 그러나 도공성은 문서 내에서 무례한 언사와 전쟁을 불사하겠다는 대목을 문제 삼았고 이를 순무 서학취에게 보고하였다. 반수는 하옥되었다. 복건당국은 첨헌충(詹憲忠) 등을 반 바르비크에게 보내어 귀국을 종용하였다. 반 바르비크는 통사 임옥(林玉)을 세감(稅監) 고채(高寀)에게 보내어 뇌물을 주어 교역을 성사시키려 하였다.
세감이란 직책은, 당시 중국 내 기축통화였던 은의 부족을 해결하기 위하여 만력제가 각 지역에 파견하여 은 광산 채굴 등의 업무를 감독하는 환관들이었다. 고채는 황제를 배후에 두고 있었기에, 복주(福州)에 화려한 누각을 세우거나 수탈하는 등 복건성에서 횡포를 부렸다. 그럼에도 서학취는 아랑곳하지 않고 통사 임옥을 체포하였다. 그러자 고채는 심복 주지범(周之范)을 반 바르비크에게 보내어 “삼만금을 보내주면 공시(貢市)를 허한다(說以三萬金與寀, 即許貢市).”고 제안하였고, 이에 반 바르비크는 동의하였다. 고채는 심복 복건총병관(福建總兵官) 주문달(朱文達)과 모의하여 네덜란드와의 무역으로 이익을 얻고자 하였다. 주문달은 서학취에게 가서 “홍이(紅夷)는 매우 드세고 무기도 좋기에 복건수군 전체로도 당해낼 수 없으니 공시를 허하는 것이 낫습니다(紅夷勇鷙絕倫, 戰器事事精利, 合閩舟師不足攖其鋒, 不如許之).”라고 건의하였으나, 서학취는 거절하고 참장(參將) 시덕정(施德政)과 도사(都司) 심유용(沈有容)에게 네덜란드인들을 몰아내라는 임무를 전달하였다.
이에 대하여 심유용은 네덜란드인들은 “초토하여 승리하여도 무고한 이들을 함부로 죽이는 것은 중국의 대범함을 밝히지 못하고, 진다면 백성들의 힘만 빼게 하여 조정에 수치를 안겨주기 때문에 초유(招諭)하는 것이 낫습니다(剿而得勝, 徒殺無罪, 不足明中國廣大. 不勝, 則輕罷百姓力, 貽朝廷羞, 不如諭之.).”라고 의견을 보였다.
복건당국은 “해외에서 들어온 병민은 한 푼도 가지고 있어서는 안된다. 돈을 가지고 있으면 처벌한다(兵民從海外入者, 一錢不得着身. 挾錢者治如法.).”고 공포하였다. 이에 반 바르비크 등은 팽호를 떠났다. 당시 네덜란드 전선은 강력하였지만 복건수군 전선은 상선이나 어선을 개조한 것이었기에 전투가 발생하면 질 수 밖에 없었다. 심유용은 반 바르비크를 잘 타일러서 팽호로부터 철수시켰다. 반 바르비크는 철수 전, 화가를 구하여 심유용의 초상화를 그리고, 동총과 총탄을 선물로 주면서 경의를 표하였다. 반 바르비크가 떠난 후 이금, 반수, 곽진 등은 참수되었다. 심유용은 하문(廈門)으로 돌아온 이후, 친구 진제(陳第)와 남보타사후산(南普陀寺後山)에 올라 “騁望極天, 徘徊竟日”이라는 제명을 남겼다.
서학취는 심유용의 공을 기리려 했으나 고채 일당인 주문달이 이를 저지하였다. 팽호 주민들은 심유용의 공을 기려서 “沈有容諭退紅毛番韋麻郎等”이 새겨진 비석을 세웠다.

## 저서
- 『국조전회(國朝典匯)』
- 『만력당감(萬曆璫鑒)』

## 참고 문헌
- 百度百科(http://baike.baidu.com) 중 徐學聚 항목 기본 자료
- 『皇明經世文編』
- 乾隆『福建通志』